# Leonhard Eser
Leonhard Eser (* 16. Dezember 1889 in Augsburg; † 26. Februar 1960 in München) war ein deutscher Politiker der WAV.
Eser wohnte in München und arbeitete dort als Schreinermeister. 1946 gehörte er der Verfassunggebenden Landesversammlung an.